# Evan Handler
Evan Handler (* 10. ledna 1961, New York, USA) je americký herec a spisovatel židovského původu. Mezi jeho nejznámější role patří ztvárnění Harryho Goldenblatta v seriálu Sex ve městě a Charlieho Runkla v seriálu Californication.

## Biografie
Narodil se v New York City jako syn specialistky na duševní zdraví Enid Irene a majitele reklamní agentury Murry Raymonda Handlera. Vystudoval střední školu Hendrick Hundson High School v newyorské čtvrti Montrose a později hereckou konzervatoř Juilliard School. Školu však opustil v roce 1980, když mu byla nabídnuta role ve filmu Večerka (Taps).
V roce 2003 se oženil s italskou chemičkou Elisou Atti, se kterou vychovává dceru Sofii Clementinu Handler, která se jim narodila 17. ledna 2007.

### Herectvi
Během své herecké kariéry se objevil v následujících dramatech a sitcomech: Odpočívej v pokoji, Zákon a pořádek, Západní křídlo, Miami Vice, Sex ve městě, Studio 60, Ed, Přátelé, Ztraceni a 24 hodin. Spoluúčinkoval v sitcomech televize ABC Však ty víš a Hot Properties a hrál v neúspěšném sitcomu televize FOX s názvem Woops!. V roce 2000 ztvárnil Larryho Fine v biografickém filmu The Three Stooges. V současné době (2010) hraje v televizním seriálu Californication, kde ztvárňuje postavu Charlieho Runkla, jenž je nejlepším přítelem a agentem hlavní postavy Hanka Moodyho, kterého ztvárnil David Duchovny.

### Spisovatelství
Kromě herectví je Handler rovněž spisovatel. Jeho první kniha Time On Fire: My Comedy of Terrors je autobiografickým vyprávěním jeho osobního boje s akutní myeloidní leukémií, kterou prodělal zhruba v 25 letech. Jeho druhá kniha s názvem It's Only Temporary...The Good News and the Bad News of Being Alive byla vydána v květnu 2008.